# Johan Lindegren
Johan Lindegren (ur. 7 stycznia 1842 w Ullared, zm. 8 czerwca 1908 w Sztokholmie) – szwedzki kompozytor, organista i pedagog.

## Życiorys
W latach 1860–1865 kształcił się w konserwatorium sztokholmskim, gdzie jego nauczycielami byli Hermann Berens (teoria), Jan van Boom (fortepian) oraz Andreas Randel (skrzypce). Od 1861 roku był chórzystą w Operze Królewskiej w Sztokholmie, od 1874 roku pełnił funkcję korepetytora chóru. W 1876 roku został wykładowcą kontrapunktu w konserwatorium sztokholmskim. W latach 1881–1884 uczył muzyki w Jacobshögskolan. W 1884 roku został kantorem katedry Storkyrkan. W 1903 roku został członkiem Królewskiej Akademii Muzycznej. Skomponował m.in. Kwintet smyczkowy F-dur (1874), a także liczne utwory na fortepian.
Zajmował się badaniami nad muzyką kościelną, w latach 1881–1882 wydawał poświęcone temu zagadnieniu czasopismo „Tidning for kyrkomusik”. Wydawał protestanckie hymny religijne, w latach 1905–1906 opublikował zawierający 400 pieśni zbiór Koralbok. Był autorem pracy En studie öfver den protestantiska koralen (wyd. Sztokholm 1907). Jako pedagog dbał o podniesienie poziomu życia muzycznego w Szwecji, będąc propagatorem wysoki poziomu warsztatowego w twórczości kompozytorskiej. Do grona jego uczniów należał Hugo Alfvén.